# Vulcan (Hunedoara)
Vulcan (rumænsk udtale: [vulˈkan]; tidligere Jiu-Vaidei-Vulcan; ungarsk: Vulkán, Zsilyvajdejvulkán (Zsily-Vajdej-Vulkán); tysk: Wolkendorf, Wulkan) er en by i distriktet Hunedoara, Transsylvanien, Rumænien. Med et indbyggertal på 19.772 (2021) er det den næststørste by i Jiu-dalen. Den administrerer to landsbyer, Dealul Babii (på rumænsk; Hegyvulkán) og Jiu-Paroșeni (Zsilymacesdparoseny).
Byen er opkaldt efter Vulkanpasset, der forbinder Jiu-dalen med Oltenien, der selv er afledt af det slaviske "vlk", der betyder "ulv" (selv om "vulkan" betyder "vulkan" på rumænsk).
Områdets kulressourcer blev opdaget i 1788, mens den Østrigske general Landau forsvarede Vulcan mod Osmanniske tyrkere. En nat kunne soldaterne ikke slukke det lejrbål, de lavede, da bunkerne af kul under dem var gået i brand. General Landau troede, at han kunne stoppe tyrkerne uden kamp ved at sætte ild til bunkerne af kul. Tyrkerne bemærkede det store antal bål på højderne og troede, at den østrigske hær var meget større end deres og trak sig tilbage.
I 1850 blev den første mine anlagt af brødrene Hoffman fra Brașov.

## Beliggenhed
Byen ligger ca. halvvejs mellem Lupeni (Schylwolfsbach) og Petroşani (Petroschen). Vulcan ligger ved Nationalvej 66A og ved floden Jiu, ca. 100 kilometer syd for distriktshovedstaden Deva (Diemrich)'.